# 绿背朱翅雀
绿背朱翅雀（学名：Cryptospiza salvadorii）是非洲的一种常见梅花雀。其全球分布范围约为190,000平方千米。
绿背朱翅雀分布于布隆迪、刚果民主共和国、埃塞俄比亚、肯尼亚、卢旺达、苏丹、坦桑尼亚和乌干达。